# Schlachthof
Der Schlachthof ist ein großflächiger Gebäudekomplex, in dem diverse Einrichtungen untergebracht sind, die der Gewinnung von Frischfleisch durch die Schlachtung von Schlachtvieh dienen, um Fleischereien und Supermärkte mit den verarbeitungsfähigen zerteilten Produkten zu versorgen. Kleinere Schlachtstätten werden in der Regel als Schlachthaus bezeichnet.

## Geschichte

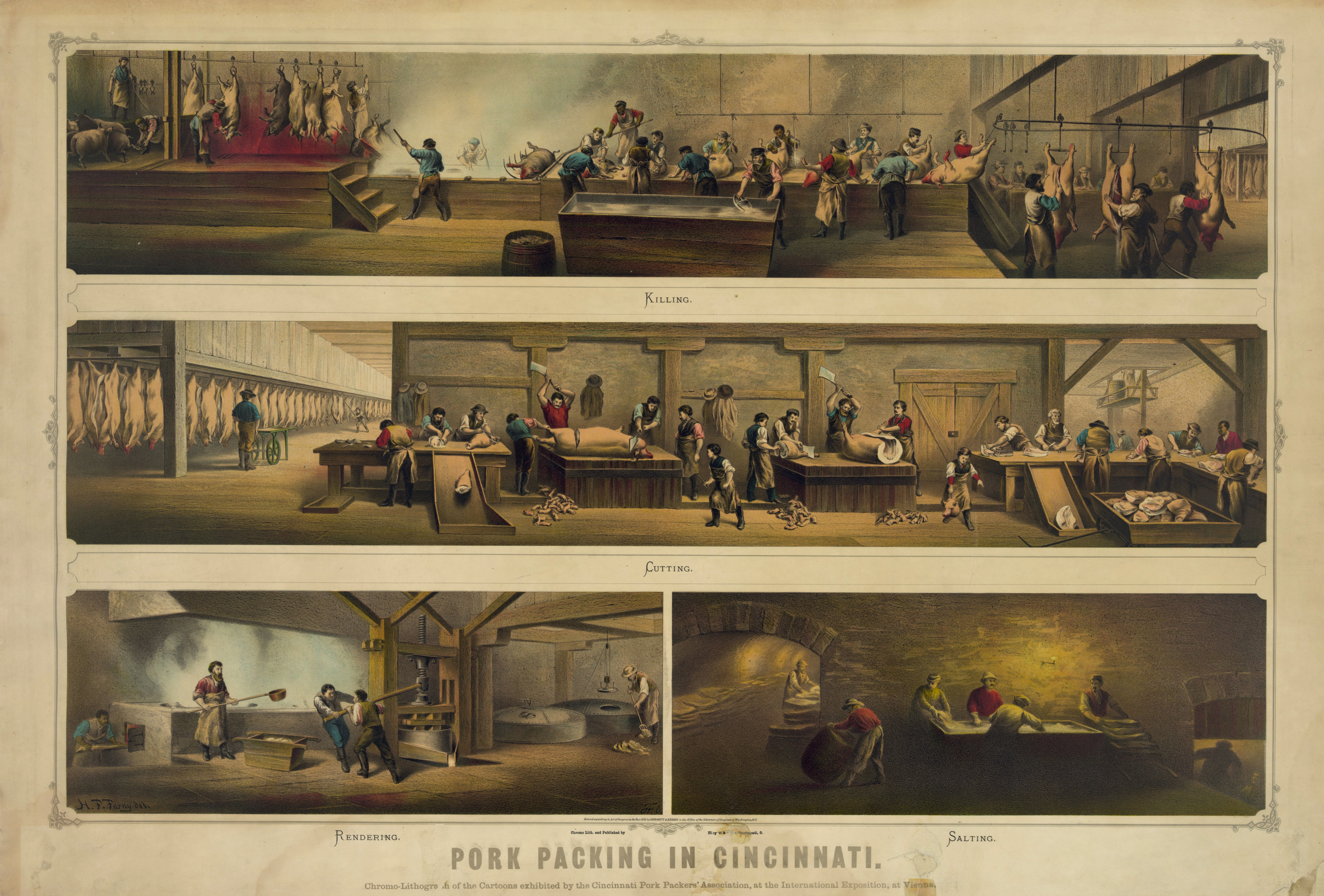
Verarbeitungsprozess von Schweinen in einer amerikanischen Großschlächterei in Cincinnati, Chromolithografie nach einem Original von Henry Farny, 1873

### Vereinigte Staaten
Die ersten industriellen Schlachthöfe mit einer einfachen Fließbandproduktion entstanden um 1845 in Cincinnati. Perfektioniert wurde die Fließbandproduktion von Fleisch allerdings in Chicago. Nachdem im Auftrag des Viehhändlers Gustavus Swift (1839–1903) 1878 ein Eisenbahn-Kühlwagen produziert wurde, der es ermöglichte, das Schlachtfleisch in den ganzen USA zu vertreiben, entwickelte sich Chicago innerhalb weniger Jahrzehnte zur Fleisch-Metropole Amerikas. Innerhalb Chicagos kam es nach einem kurzen Konkurrenzkampf zur Bildung eines Kartells aus fünf Unternehmen. Die Unternehmer Gustavus Swift, Philip Armour, Nelson Morris, Georg Hammond und Patrick Cudahy (die sogenannten „Big Five“) errichteten ihre Schlachthäuser und Fleischfabriken entlang des Union Stockyards. In diesen Anlagen wurden jährlich bis zu zwölf Millionen Tiere geschlachtet. Dabei wurde eine Verarbeitungsgeschwindigkeit von 15 Minuten von der Schlachtung eines Rindes bis zu seiner Zerlegung erreicht. Die „Big Five“ beherrschten schnell den Fleischmarkt der USA und gehörten bald zu den global agierenden Unternehmen, welche unter anderem Rindfleisch aus Südamerika bezogen und ihre Produkte nach Europa exportierten. Die automatisierte Massenproduktion der Schlachthöfe galt weltweit als vorbildlich. Infolge des vom Enthüllungsjournalisten Upton Sinclair veröffentlichten Buches Der Dschungel kamen die hygienischen Bedingungen sowie die Arbeitsbedingungen in den Schlachthöfen ans Tageslicht. Infolgedessen wurden 1906 mit dem „Pure Food and Drug Act“ und dem „Meat Inspection Act“ die ersten wirksamen Verbraucherschutzgesetze der USA verabschiedet. Die in den Chicagoer Schlachthöfen entwickelten Verarbeitungsmethoden haben sich in weiterentwickelter Form weltweit durchgesetzt.

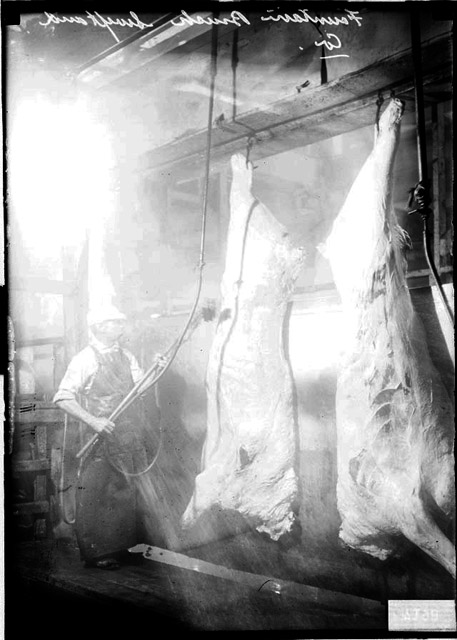
Arbeiter reinigt eine Rinderhälfte in einem Schlachthof, Chicago 1909

#### Literarische Verarbeitung
Der sozialkritische Autor Upton Sinclair prangerte in seinem Roman Der Dschungel die teilweise menschen- und tierunwürdigen Bedingungen des frühen 20. Jahrhunderts in den USA, insbesondere in der „Kühlkammer Amerikas“, Chicago, an. Diese seien auf den herrschenden Monopolkapitalismus zurückzuführen. Inspiriert von diesem Roman hat Bertolt Brecht sein Theaterstück Die heilige Johanna der Schlachthöfe auch in diesem Milieu platziert. Ebenfalls von Sinclair inspiriert machte Sigfried Giedion in seiner Erzählung der Herrschaft der Mechanisierung die Geschichte der Schlachthöfe und der Packerindustrie zum Leitmotiv der Kehrseiten des Fortschritts.

### Europa
Seit Beginn der 1970er Jahre fand in vielen Schlachthöfen im deutschsprachigen Raum ein Schlachtbetrieb im herkömmlichen Sinne nicht mehr statt, da der Großteil der Fleischlieferungen aus dem Ausland erfolgte. Daher wurden dort in der Regel lediglich Hygieneuntersuchungen, Taxierungen und Zerlegungen vorgenommen. Wie zuvor waren mehrere Gefrierräume vorhanden, die zur Lagerung größerer Fleischmengen dienten. Darüber hinaus stellten die für den Schlachthof zuständigen Veterinäre für Fleischlieferungen aus dem Ausland sogenannte „Identitätsfeststellungen“ aus. Dabei ging es um die Bestätigung, dass das Fleisch in einem bestimmten LKW mit jenem Fleisch identisch war, welches in den Zollpapieren oder Einfuhrunterlagen vermerkt war. Allerdings musste je nach Kommunalordnung für diese Bestätigung das Fleisch nicht aus dem Kühlwagen entladen und in den Schlachthof gebracht werden. Sie erfolgte allein aufgrund der Zoll- und Einfuhrpapiere und anhand der Unterlagen des Fahrers. Manche der großräumigen Komplexe, die zum Teil über 150 Jahre die Fleischversorgung einer Region oder Großstadt sicherstellten, lavierten damit am Rande der ökonomischen Vertretbarkeit, wurden aufgrund ihres denkmalwürdigen Alters als Kulturzentrum saniert oder ganz aufgelöst.

#### Deutschland
Die ersten großen kommunalen Schlachthöfe in Deutschland entstanden im Laufe der zweiten Hälfte des 19. Jahrhunderts, einer der ersten war der Zentralvieh- und Schlachthof in Berlin. Die Entstehung war vor allem bedingt durch den in Preußen 1868 per Gesetz eingeführten Schlachthofzwang.
Im Jahr 2003 untersuchte die Zeitschrift Ökotest 76 Prüfzeichen und Markenprogramme von Schlachthofprodukten und befand 39 Etiketten als „sehr gut“ im Sinne einer „artgerechte(n) oder ökologische(n) Tierhaltung“. Sieben konventionelle Programme seien als „gut“ einzuschätzen.
Es gab 2011/12 in Deutschland etwa 5.100 zugelassene Schlachthöfe.
Die Bundesregierung hat im Juni 2012 bestätigt, dass aufgrund der Akkordarbeit Tiere wegen Fehlern bei der Betäubung unnötig leiden müssen.

#### Großbritannien
In Großbritannien ist für Schlachthöfe seit Mai 2018 eine Videoüberwachung vorgeschrieben.

## Hygiene, Tier- und Arbeitsschutz
Im Schlachthof wird das Fleisch fachmännisch in seine Bestandteile zerteilt und transportfähig gelagert. Zwecks Unterbringung des Schlachtviehs beherbergt ein Schlachthof Stallungen, an denen sich Schlachthallen, Kühlräume und Untersuchungsräume der Tierärzte anschließen. Angeschlossene Abwässerkläranlagen für die anfallenden Körperflüssigkeiten der Tiere und die sogenannten „Konfiskaträume“, in denen aus Hygienegründen oder wegen Krankheiten untaugliches Fleisch zur kurzfristigen Entsorgung gelagert wird, sind zwingend vorgeschrieben.

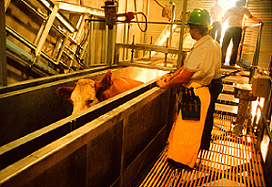
Arbeiter und Rind im Schlachthof

Die Kommunen und die Fleischerinnung tragen in Deutschland unter privater Beteiligung den Unterhalt von Schlachthöfen. Die Entwicklung geht dabei immer mehr in Richtung Privatwirtschaft. Die tierärztliche Aufsicht liegt bei den staatlichen oder kommunalen Veterinärämtern.
In einer Satzung kann eine Gemeinde aus Gründen des öffentlichen Wohls die Benutzung von Schlachthöfen zur Pflicht machen (Schlachthauszwang).
Vorschriften über die Tötung von Tieren, die zur Herstellung von Lebensmitteln gezüchtet oder gehalten werden sowie über die Tötung von Tieren zum Zwecke der Bestandsräumung und damit zusammenhängende Tätigkeiten enthält die Verordnung (EG) Nr. 1099/2009. Spezifische Hygienevorschriften für Lebensmittel tierischen Ursprungs ergeben sich aus der Verordnung (EG) Nr. 853/2004. Dazu gehört auch eine Zulassungspflicht für Schlachthöfe.
Nach den mehreren Superspreadingvorfällen von Coronavirusinfektionen in der Schlachthofindustrie hat die Bundesregierung den Entwurf eines Gesetzes zur Verbesserung des Vollzugs im Arbeitsschutz (Arbeitsschutzkontrollgesetz) vorgelegt, der ein Verbot von Werkverträgen und Arbeitnehmerüberlassungen in der Branche vorsieht. Es sollen nur noch Mitarbeiter des eigenen Betriebes Tiere schlachten und das Fleisch verarbeiten. Zusätzlich will die Regierung stärkere Kontrollen veranlassen, um die Arbeitgeber zur Einhaltung der Gesundheitsstandards zu zwingen. In den letzten Jahren wurden wiederholt Rechtsverstöße in der Fleischindustrie aufgrund unzureichender Arbeitsschutz-Kontrollen bekannt: „Extrem lange Arbeitszeiten, Akkordarbeit auf engsten Raum, keine Pausen, schlechte Bezahlung, sowie schmutzige und enge Sammelunterkünfte zu Abzocker-Mieten.“